# Hexatoma velveta
Hexatoma velveta är en tvåvingeart. Hexatoma velveta ingår i släktet Hexatoma och familjen småharkrankar.

## Underarter
Arten delas in i följande underarter:
- H. v. apache
- H. v. velveta